# Балка Бабіївка
Балка Бабіївка, Бабієва — балка (річка) в Україні у Олександрійському районі Кіровоградської області. Права притока річки Дніпра (басейн Дніпра).

## Опис
Довжина балки приблизно 7,13 км, найкоротша відстань між витоком і гирлом — 6,46  км, коефіцієнт звивистості річки — 1,04 . Формується декількома струмками та загатами.

## Розташування
Бере початок у селі Бабичівка. Тече переважно на південний схід понад селом Подорожнє і на західній околиці міста Світловодська впадає у річку Дніпро (Кременчуцьке водосховище).

## Історія
До створення Кременчуцької ГЕС балка впадала у річку Цибульник.

## Цікаві факти
- На правому березі балки пролягає автошлях Р10[2] (автомобільний шлях у Черкаській, Кіровоградській та Полтавській областях.).
- На балці існує декілька газгольдерів[3].